# Potamophylax haidukorum
Potamophylax haidukorum là một loài Trichoptera trong họ Limnephilidae. Chúng phân bố ở miền Cổ bắc.